# Oxyopes birabeni
Oxyopes birabeni là một loài nhện trong họ Oxyopidae.
Loài này thuộc chi Oxyopes. Oxyopes birabeni được Cândido Firmino de Mello-Leitão miêu tả năm 1941.